# سمير مرتضى
يحمل درجة البكالوريوس في الإعلام – صحافة من جامعة أم القرى بمكة المكرمة. عمل في الصحافة كمحرر غير متفرغ لعدة سنوات وتنقل بين الصحف المحلية: الندوة، عكاظ، المدينة، البلاد ثم عمل بعد تخرجه من الجامعة محررا متفرغا في صحيفة عكاظ لمدة ثلاث سنوات كما عمل كمراسل صحفي في المملكة لعدد من المطبوعات العربية. يحمل درجة البكالوريوس في الإعلام – صحافة من جامعة أم القرى بمكة المكرمة. عمل في الصحافة كمحرر غير متفرغ لعدة سنوات وتنقل بين الصحف المحلية:
الندوة، عكاظ، المدينة، البلاد ثم عمل بعد تخرجه من الجامعة محررا متفرغا في صحيفة عكاظ لمدة ثلاث سنوات كما عمل كمراسل صحفي في المملكة لعدد من المطبوعات العربية. نشر إنتاجه القصصي في عدد من الصحف والمجلات السعودية والعربية منها: الندوة، عكاظ، الرياض، المدينة، اليوم، الوطن، الجزيرة، المجلة العربية، مجلة الإعلام والاتصال.
صحيفة 26 سبتمبر اليمنية، مجلة صباح الخير المصرية.
أصدر أربع مجموعات قصصية هي:
- «الغروب الأخير» 2002
- «أحلام في الظلام» 2003
- «حكايات من القلب» 2005
- «هموم دفينة» مارس 2007م

•له اهتمام بالتوثيق الإعلامي وقد نشر عدة بحوث إعلامية حول الصحافة السعودية في مجلات: «الحرس الوطني» و«المجلة العربية» و«الإعلام والاتصال».
صدر له في الصحافة:
1- «أوراق من تاريخ الصحافة السعودية». 
2- «معجم الصحفيين في المملكة العربية السعودية».